# Alexandre Farnésio de Parma e Placência
Alexandre Farnésio (em italiano: Alessandro Farnese), foi o terceiro Duque de Parma e Placência (27 de agosto de 1545 em Roma – 3 de dezembro de 1592 em Arras). Militar, oriundo de uma família romana, cujas origens remontam ao século X, nascido em 1545 e falecido em 1592, foi o mais ilustre de todos os Farnésio. Era bisneto do Paulo III.
Filho do duque Ottavio Farnese e de Margarida da Áustria, neto do imperador Carlos V, dada a influência de sua mãe e da atmosfera política da época, renunciou ao governo do seu ducado e pôs ao serviço de Espanha o seu talento militar e político.
Casou em 1565 com a infanta Maria de Portugal (1538-1577), filha do infante Duarte de Portugal, 4.º Duque de Guimarães.
Teve um papel preponderante em várias batalhas, como na revolta dos flamengos e protestantes na Flandres em 1571. Na sequência do seu sucesso nesta revolta, sucedeu a João de Áustria, após a sua morte, no governo da Flandres, alcançando um notável sucesso diplomático, conseguindo manter as províncias católicas.
A sua ambição de reconquista das Províncias Unidas protestantes não pôde ser concretizada, por lhe ter sido incumbida a preparação da invasão de Inglaterra que resultou na vitória inglesa contra a Invencível Armada. Entre 1590 e 1591, lutou em França na defesa da liga contra Henrique de Navarra, acabando por morrer na abadia de Waast como consequência de ferimentos.

## Descendência
Do seu casamento com a infanta Maria de Portugal, Duquesa de Parma e Placência nasceram três filhos:
- Rainúncio (28 de março de 1569 - 5 março de 1622), sucedeu a seu pai como Duque de Parma e foi um dos putativos herdeiros ao trono português durante a crise de 1580 (dado ser bisneto do rei Manuel I de Portugal). Casou em 1600 com Margarida Aldobrandini; com geração;
- Margarida Farnésio (Margherita) (7 de Novembro de 1567 - 13 de abril de 1643), casou em 1581 com Vicente I Gonzaga, Duque de Mântua, sem geração;
- Eduardo Farnésio (Odoardo) (7 de dezembro de 1573 - 21 de fevereiro de 1626), que veio a ser cardeal.

Após a morte de sua mulher, veio a ter uma filha natural de Catherine de Roquoi, uma dama principal da Flandres da Casa de Roquoi: 
- Isabel Margarida Farnésio (Isabella Margherita Farnese) (Luxemburgo, 1578 -  Lisboa, 1610), casada em Ruão em abril de 1592 (alguns dizem não ter havido casamento), com o português D. João de Meneses, o Roxo (o Púrpura) (Penamacor, c. 1550 - Madrid, 1604), ?.º Senhor do Morgado de Penamacor, Coronel do Exército da Espanha, Mestre de armas nos Países Baixos Espanhóis, único filho e herdeiro de D. Simão de Meneses, Alcaide Mor e Comendador de Penamacor, filho dos 2.ºs Senhores de Louriçal,[nota 1] e de sua mulher e parente D. Leonor de Castro.[nota 2] Tiveram uma única filha e herdeira: 
  - D. Leonor de Meneses (c. 1600 - ?), casada em Penamacor antes de 1630 com seu parente Pedro Álvares Cabral, 13.º Senhor de Azurara e 12.º Alcaide Mor de Belmonte e Senhor da sua Casa (c. 1600 - c. 1655), filho de Nuno Fernandes Cabral (c. 1565 - a. 1613), 10.º Senhor de Azurara e 9.º Alcaide Mor de Belmonte, e de sua mulher D. Margarida de Meneses (c. 1570 - ?) e sobrinho-tetraneto por varonia de Pedro Álvares Cabral, com geração, embora extinta por varonia, na família de Figueiredo Cabral da Câmara (D.) Senhores do Morgado da Ota, Alcaides-Mores e Condes de Belmonte e Senhores de Azurara e por bastardia na família de Brito Cabral de Meneses de Alarcão.